# I Papu
I Papu sono un duo comico di Pordenone nato nel 1989 formato da Andrea Appi (14 febbraio 1964) e Ramiro Besa (1º marzo 1964).

## Storia
Protagonisti del lungometraggio Oppalalay (2001), hanno recitato anche negli spettacoli teatrali A che punto è la rotta? e Siamo uomini o calamari? di Antonio Galuzzi (autore di Beppe Braida e Flavio Oreglio). Nel 2007 hanno debuttato con SEMELODICEVIPRIMA (come manipolare gli altri e farsi dire anche grazie), con testi di Appi, Besa, Galuzzi e regia di Paola Galassi. Nel film Eccezzziunale veramente - Capitolo secondo... me (2006) hanno interpretato due metronotte veneti giocatori di poker.
Nell'aprile 2007 hanno partecipato ad alcuni episodi della serie televisiva di Rai 2 Andata e Ritorno. Nel maggio 2009 hanno festeggiato 20 anni di attività con una manifestazione di 24 ore a cui hanno partecipato tra gli altri: il Mago Forest, Alberto Patrucco, Natalino Balasso e gli Skiantos. Nel 2014 hanno partecipato come attori al film Sexy shop di Maria Erica Pacileo e Fernando Maraghini e nel 2019 nel film Il grande passo di Antonio Padovan.

## Partecipazioni
Al loro attivo diverse partecipazioni ai programmi televisivi:
- Convenscion (1999, Rai 2),
- Zelig (2001, Italia 1),
- Quelli che il calcio (2001, Rai 1),
- Colorado Cafè Live (2003-2005, Italia 1),
- Mismas (2003-2006, Antenna Tre Nord Est),
- I Papu (2017-2018, Antenna Tre Nord Est).